# Michael Pertwee
Michael Henry Roland Pertwee, född 24 april 1916 i London, död 17 april 1991 i samma stad, var en brittisk dramatiker, manusförfattare och skådespelare.
Även Pertwees far Roland och bror Jon var skådespelare.

## Filmmanus i urval
- 1951 – Skratt i paradiset (även roll)
- 1956 – På flykt med kärleken
- 1957 – Oss mördare emellan
- 1959 – Oss bovar emellan
- 1960 – Pälsligan
- 1962 – Doktorn sliter hund
- 1963 – Musen på månen
- 1963 – Städligan
- 1965 – En kul grej hände på väg till Forum
- 1965 – Sängkamrater
- 1967 – Helgonet (TV-serie)
- 1969 – Två vita och en brun
- 1979 – Helgonet återvänder (TV-serie)